# 梅爾羅斯帕克 (紐約州)
梅爾羅斯帕克（英語：Melrose Park）是位於美國紐約州卡尤加縣的普查規定居民點。

## 人口
根據2020年美國人口普查的數據，梅爾羅斯帕克的面積為11.18平方千米，當中陸地面積為9.66平方千米，而水域面積為1.51平方千米。當地共有人口2141人，而人口密度為每平方千米191.5人。